# Djøf
Djøf (tidligere Danmarks Jurist- og Økonomforbund) er en dansk fagforening for samfundsvidenskabelige akademikere, ledere og studerende. Djøf har ifølge egne oplysninger ca. 109.000 medlemmer (pr. 1. april 2025). Djøf har hovedkontor på Gothersgade i indre København. Djøf er medlem af hovedorganisationen Akademikerne.

## Medlemmer
Djøf organiserer udover jurister og økonomer alle samfundsvidenskabelige og erhvervsøkonomiske studerende og kandidater fra det private og det offentlige område. Medlemmerne – djøfferne – arbejder med jura, økonomi, forvaltning, forskning, undervisning, handel, kommunikation og ledelse.
Tidligere var den største del af medlemmerne offentligt ansatte, men efter fusionen med C3 i 2010 har Djøf lige mange privatansatte og offentligt ansatte erhvervsaktive medlemmer. Lidt under 28 % af medlemmerne var i 2006 studerende og således medlemmer af foreningens studenterorganisation, Djøf Studerende.
Djøf er et specielt fagforbund derved at både chefer og ansatte er medlemmer, men disse er organiserede i forskellige forbundsafdelinger. Også selvstændige advokater kan være medlemmer.

## Organisation
Djøf blev dannet som Danmarks Jurist- og Økonomforbund i 1971 ved en sammenslutning af Danmarks Juristforbund, oprettet i 1918, og Danske Økonomers Forening, oprettet i 1953. I 2010 fusionerede Djøf med C3, tidligere Civiløkonomerne. 
Djøf er en politisk uafhængig og medlemsstyret organisation. Foreningen ledes af Djøfs bestyrelse og er politisk delt op i seks delforeninger med hver sin forperson og bestyrelse, der repræsenterer hvert sit ansættelsesområde:
- Djøf Offentlig er Djøfs største delforening. Den repræsenterer de overenskomstansatte medlemmer, der som helt overvejende hovedregel er offentligt ansatte (eller ansat i tidligere statslige virksomheder). Djøf Offentligs formand er Johanne Nordmann.
- Djøf Privat er Djøfs næststørste delforening. Den repræsenterer alle privatansatte medlemmer bortset fra advokatsektoren. Djøf Privats formand er Anne Bach Waagstein, som også er næstformand for Djøf.
- Offentlige Chefer i Djøf repræsenterer chefer og tjenestemænd ansat i stat, regioner og kommuner. Også dommere er omfattet af denne kategori. Offentlige Chefer i Djøfs formand er Steen Vinderslev.
- Djøf Advokat repræsenterer ansatte advokater og advokatfuldmægtige, uanset om de er ansat i advokatbranchen, erhvervslivet, organisationer etc., samt cand.merc.(jur.) ansat i advokatbranchen. Djøf Advokats formand er Rasmus Thingholm, som også er næstformand for Djøf.
- Djøf Studerende er foreningen for studerende i Djøf. Her optages studerende fra samfundsvidenskabelige og erhvervsøkonomiske studieretninger. Djøf Studerendes forperson er Laurits Lindegaard Rasmussen.
- Djøf Senior omfatter de pensionerede Djøf-medlemmer. Djøf Seniors formand er Ole Quist Pedersen.

Djøf havde 1973-2019 en selvstændig tilkyttet pensionskasse, Juristernes og Økonomernes Pensionskasse (JØP). I 2019 fusionerede denne med Danske civil- og akademiingeniørers Pensionskasse i den nydannede P+ - Pensionskassen for Akademikere.

### Dommerfuldmægtigforeningen
Dommerfuldmægtigforeningen er en forening for medlemmer af Djøf ansat ved Danmarks Domstole, med undtagelse af dommere og jurister ved Procesbevillingsnævnet. Foreningen har ca. 320 medlemmer og er stiftet i 1939 med det formål - inden for rammerne af Djøf - at styrke sammenholdet mellem medlemmerne og at varetage deres interesser. Foreningen engagerer næsten alle ikke-udnævnte jurister og AC'ere ved domstolene.
Dommerfuldmægtigforeningens daglige drift varetages af en bestyrelse med syv bestyrelsesmedlemmer og et antal suppleanter og har tilknyttet fem selvstændige kredse.

## Aktiviteter
Djøf er i familie med forlaget Jurist- og Økonomforbundets Forlag, Nyt Juridisk Forlag og Handelshøjskolens Forlag. Forlagene udgiver litteratur på det juridiske, økonomiske og samfundsvidenskabelige område. Det drejer sig om lærebøger, lovkommentarer, håndbøger og debatskabende bøger samt fagtidsskrifter. Tilsammen kaldes disse forlag Djøf Forlag. Forlaget udgiver både trykte bøger og e-bøger samt online-udgivelser. Det er desuden Djøf Forlag, der står bag e-bogs-portalen e-djoef.dk.
Herudover forestår forbundet Djøf en del kursusvirksomhed og udgiver et fagblad, Djøfbladet, til medlemmerne.